# Timur Bartels
Timur Bartels (16 settembre 1995) è un attore e doppiatore tedesco.

## Biografia
Bartels ha frequentato seminari di recitazione e ha lavorato in diverse produzioni televisive e cinematografiche come in Kinospot Alkohol? Kenn' dein Limit! mit. Ha prestato la sua voce come doppiatore nel film d'animazione Wickie e gli uomini forti nel 2014. Il suo più grande successo fino ad ora è stato il ruolo da protagonista di Alex - Il bello nella serie della VOX, Club der roten Bänder dal 2015 al 2017. Nel 2017, avvenne la sua prima partecipazione a uno show televisivo ovvero Grill den Henssler.
Bartels vive a Berlino.

## Filmografia

### Attore

#### Televisione
- Wo willst du hin, Habibi? - serie TV, (2015)
- Chiamatemi Helen (Mein Sohn Helen), regia di Gregor Schnitzler – film TV, (2015)
- Club der roten Bänder - serie TV, (2015–2017)
- Bettys Diagnose (Ich sehe was, was du nicht siehst) - serie TV, (2016)
- Hamburg Distretto 21 (Notruf Hafenkante) - serie TV, (2016)
- Der mit dem Schlag - serie TV, (2016)
- SOKO Wismar (Fenster zum Hof) - serie TV, (2016)
- Squadra Speciale Colonia (SOKO Köln) - serie TV, (2016)
- Squadra Speciale Lipsia (SOKO Leipzig) - serie TV, (2016)
- Die Chefin - serie TV, (2016)
- Polizeihauptmeister Krause: Krauses Glück - serie TV, (2016)
- Magda macht das schon! - serie TV, (2017)
- Gli Specialisti (Die Spezialisten – Im Namen der Opfer) - serie TV, (2017–2018)
- Nackt. Das Netz vergisst nie. - serie TV, (2017)
- 14º Distretto (Großstadtrevier) - serie TV, (2017)
- Ein starkes Team - serie TV, (2017)
- I m Wald – Ein Taunuskrimi -  serie TV, (2018)

#### Cinema
- Klassentreffen 1.0 (2018)
- Ballon (2018)
- Club der roten Bänder -Wie alles begann, regia di Felix Binder (2019)
- Rumspringa - Il viaggio di Jacob, regia di Mira Thiel (2022)

### Doppiatore
- Wickie und die starken Männer (Wickie e gli uomini forti) – 2014

## Riconoscimenti
- 2016, Deutscher Schauspielerpreis per Club der roten Bänder
- 2016, Jupiter per Club der roten Bänder
- 2016, Deutscher Fernsehpreis per Club der roten Bänder
- 2016, New Faces Award Sonderpreis
- 2016, Grimme-Preis per Club der roten Bänder
- 2017, Deutscher Fernsehpreis für Club der roten Bänder
- 2017, Jupiter für Club der roten Bänder